# Agum III
Agum III fue rey de Babilonia hacia la mitad del siglo XV a. C. gobernaba parte de Akkad y el País del Mar. Era hijo de Kashtiliash III y sucedió en el trono a su tío Ulamburiash. Durante su reinado el País del Mar se rebeló, pero la rebelión pudo ser controlada.
Poco se conoce de este rey, sólo la referencia a su expedición contra el País del Mar alrededor de 1465 a. C.
Le sucedió Karaindash, con quien es desconocida su relación familiar.